# Chewing-gum
Pour les articles homonymes, voir gum.

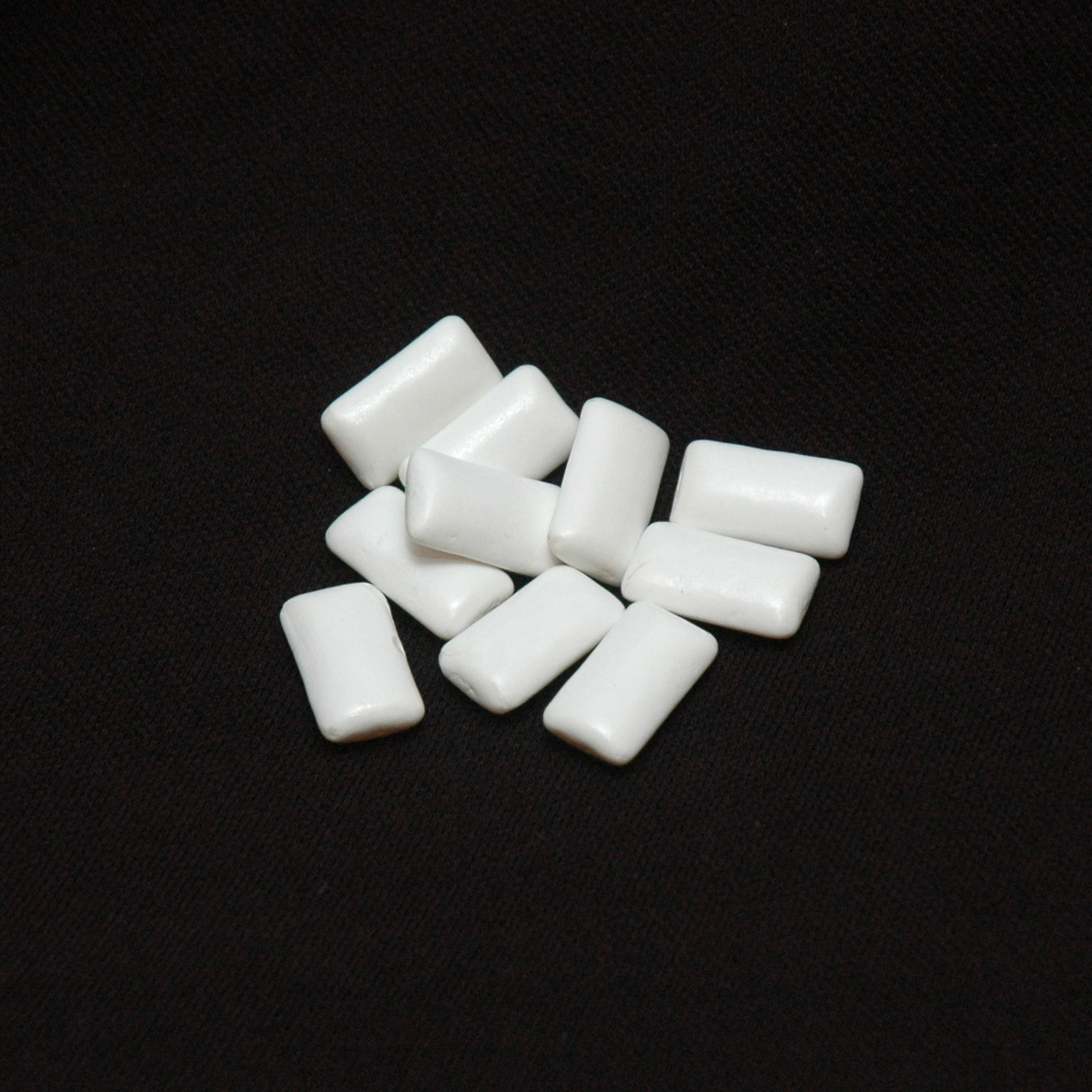
Des chewing-gums ou gommes à mâcher sous forme de dragées.

Le chewing-gum , gomme à mâcher, pâte à mâcher, chique, chiclette, chiclet ou gomme (en Amérique du Nord) est une gomme à laquelle sont ajoutés des arômes et parfums alimentaires. Elle est destinée à être mâchée et non avalée.
C'est Thomas Adams qui, en mélangeant du chiclé (latex issu du sapotillier) avec de la résine et du sirop, fabrique puis commercialise en 1872 les premiers chewing-gums.

## Histoire

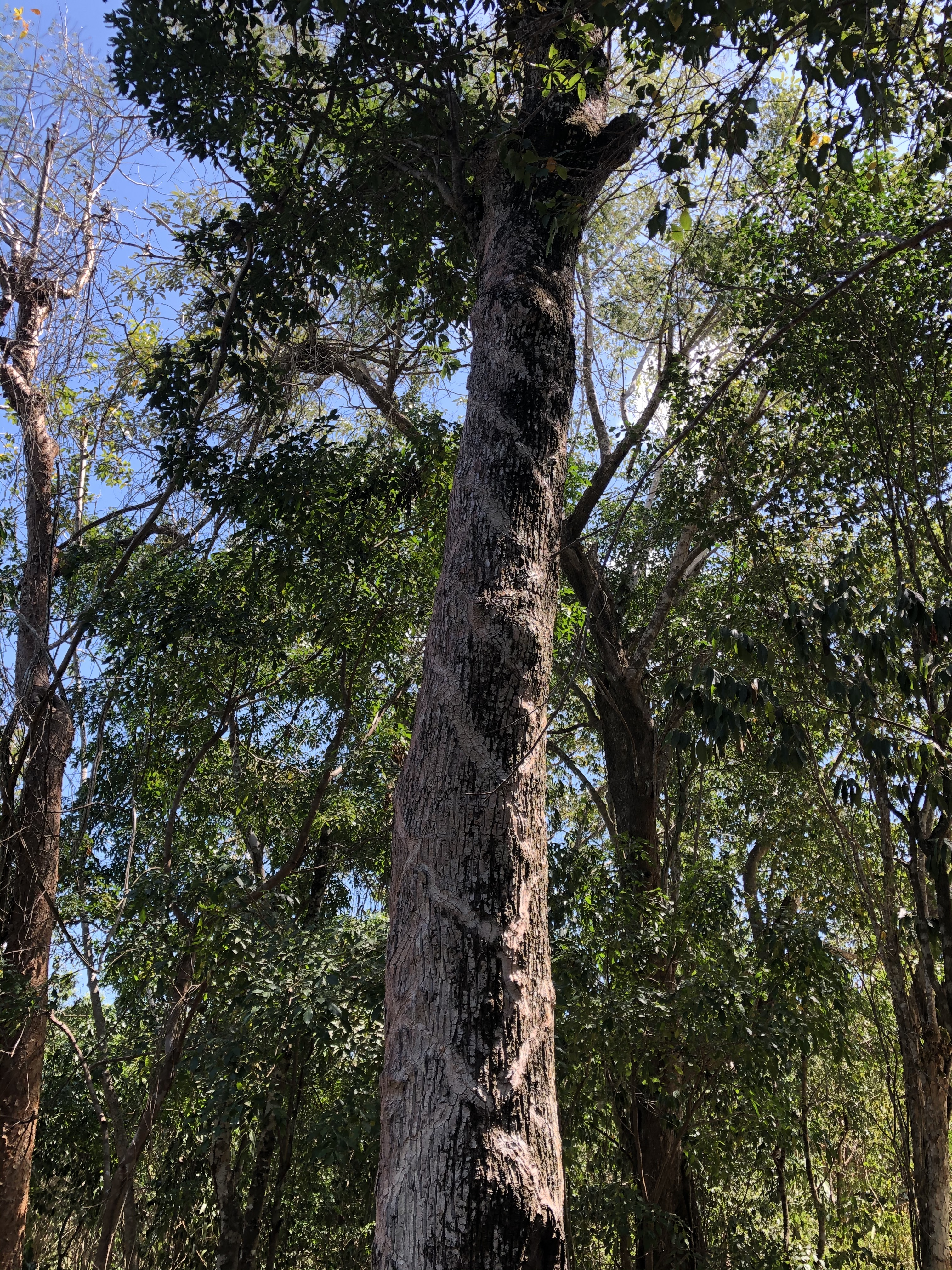
Un sapotillier.

### Préhistoire et Antiquité
Dès la Préhistoire, les hommes mâchaient de la sève de conifères : des empreintes dentaires ont été laissées sur des résines dont les polyphénols devaient servir d'antiseptique. Des traces de pâte à mâcher à base de sève de bouleau datant d'il y a plus de 6 500 ans ont été découvertes en 1997 en Suède. Il y a plus de 5 000 ans, les Mayas, au Mexique, mastiquaient de la sève de sapotillier. La sève de cet arbre originaire du Yucatan est un latex appelé chiclé ( « tchiclé »). Les Égyptiens — du temps des pharaons — utilisent un masticatoire à base de résine de lentisque pour fabriquer de la gomme à mâcher. Les Grecs utilisaient quant à eux le pistachier lentisque.

### Moyen Âge
Les Asiatiques mâchaient le bétel (pratique toujours actuelle en Inde avec la noix d'arec), les Amérindiens des Andes chiquaient les noix du kolatier et ceux d'Amazonie chiquaient des boulettes de tabac. Les Européens adoptèrent cette habitude à la suite de l'importation de cette plante en France, en 1560.

### Invention du chewing-gum moderne

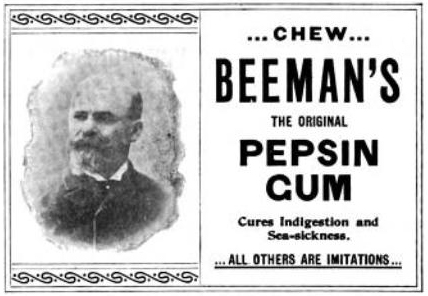
Publicité pour Beeman's (1897).

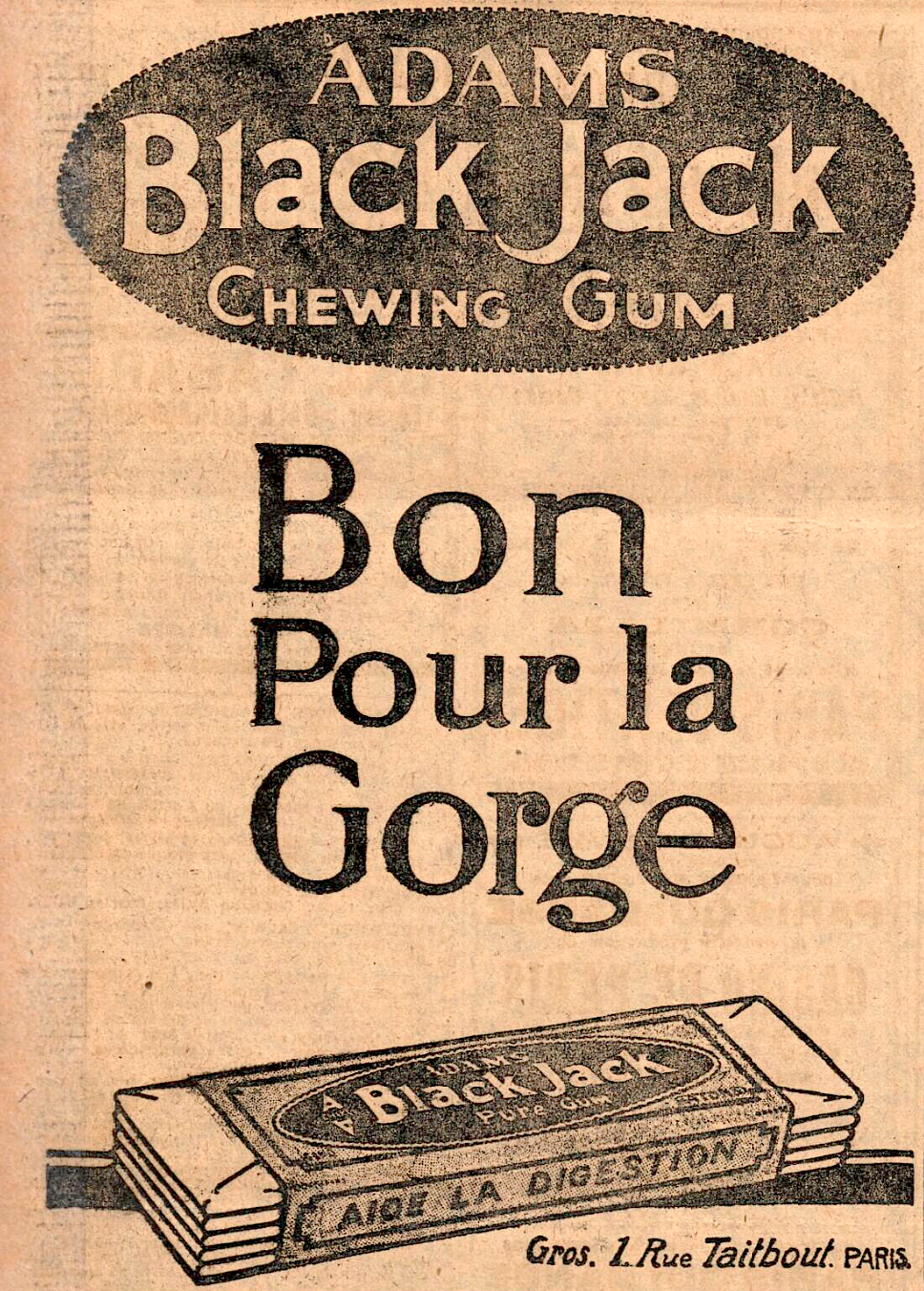
Publicité par Adams Black Jack, Le Journal, 6 décembre 1919.

Le chewing-gum moderne naît en Amérique du Nord : en 1869[Quand ?], Antonio López de Santa Anna, général mexicain, est chassé de son pays par la révolution. Il arrive à New York avec son « Trésor de Mexico » : 250 kg de sève séchée de sapotillier pour en faire un substitut au caoutchouc. Il charge Thomas Adams de négocier le chiclé qui, finalement, s’avère impropre à l'usage envisagé ; mais Adams conserve le stock, et le revend en pharmacie à un coût inférieur à la paraffine. C’est le début du succès. D’autres pionniers tentent d’améliorer le produit mexicain : William J. Whit ajoute du sirop de glucose dans son « Yucatan Chewing Gum ». William Semple, dentiste de l’Ohio, obtient le premier brevet d’invention du chewing-gum moderne en dissolvant du naphte et de l’alcool, et en y ajoutant une petite dose de réglisse pour lui donner un goût agréable. William Wrigley Jr., quant à lui, se charge de lancer le produit sur tout le sous-continent nord-américain, grâce à de grandes campagnes de publicité à la fin du XIXe siècle.
Le premier chewing-gum est commercialisé[Quand ?] par John B. Curtis.[réf. nécessaire]

### Chewing-gum contemporain

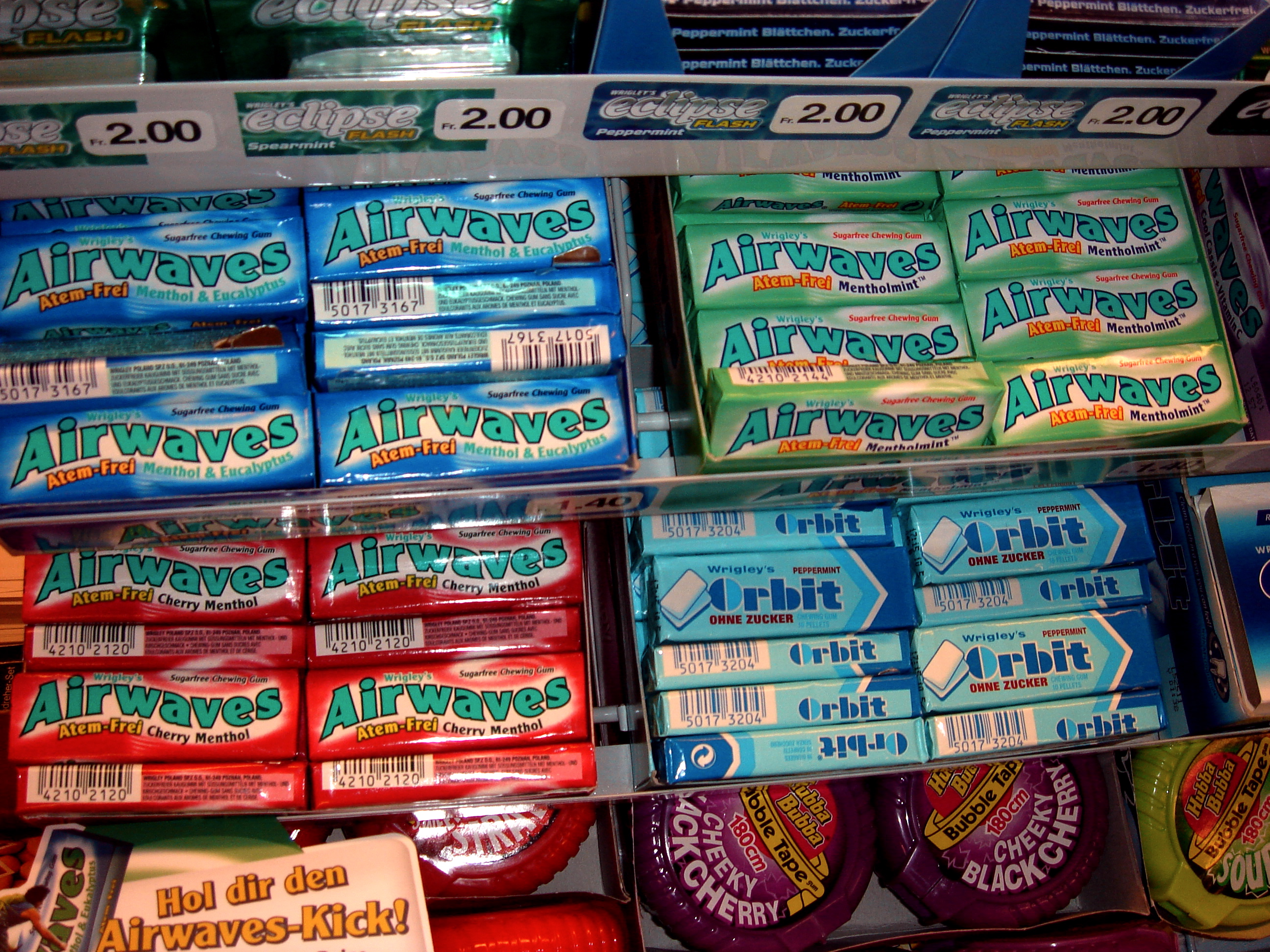
Paquets de gomme à mâcher mentholée.

Il semble que la gomme à mâcher venue d'Amérique était déjà présente sur le sol français dès 1914 : en témoigne un encart du journal La Dépêche du 2 mai 1914 où les consommateurs sont désignés ironiquement sous le vocable de « caoutchoucmanes ». Quoi qu'il en soit la France connait une première vague de popularisation du produit par les Américains à la fin de la Première Guerre mondiale. La Croix-Rouge américaine expédie 4,5 millions de chewing-gums en France en 1918 pour les troupes américaines. À la suite de cette introduction, des sociétés françaises, belges, britanniques et italiennes passent des commandes massives aux États-Unis pour commercialiser le chewing-gum en Europe. Dès le début des années 1920, des compagnies européennes se lancent dans la fabrication de chewing-gum.
En France, c'est avec l'arrivée des G.I. en 1944, à l'occasion du Débarquement, que le chewing-gum est vraiment popularisé. L'un de ces soldats, Courtland E. Parfet, décide de revenir en France en 1952 pour y lancer la marque Hollywood, un chewing-gum à la chlorophylle entièrement fabriqué en France (la première usine est installée à Montreuil).
Dans différents marchés, le chewing-gum a été associé à la collection de petites vignettes (les marques Globo, dès l'entre-deux-guerres, Malabar ou Bazooka par exemple) ou des tatouages temporaires. Depuis les années 1870, plusieurs artistes l'ont utilisé dans leurs créations. À l'origine, et dans des marchés haut de gamme comme au Japon, le chewing-gum est à base de chiclé et de gélatine.

### Période de déclin
La popularité du chewing-gum diminue au début du XXIe siècle. Perçu comme un problème pour l'environnement et pour la santé, le chewing-gum voit ses ventes baisser au milieu des années 2010. Au début des années 2020, le produit n'attire plus les jeunes et semble en décalage avec la demande de produits plus naturels.

## Préparation

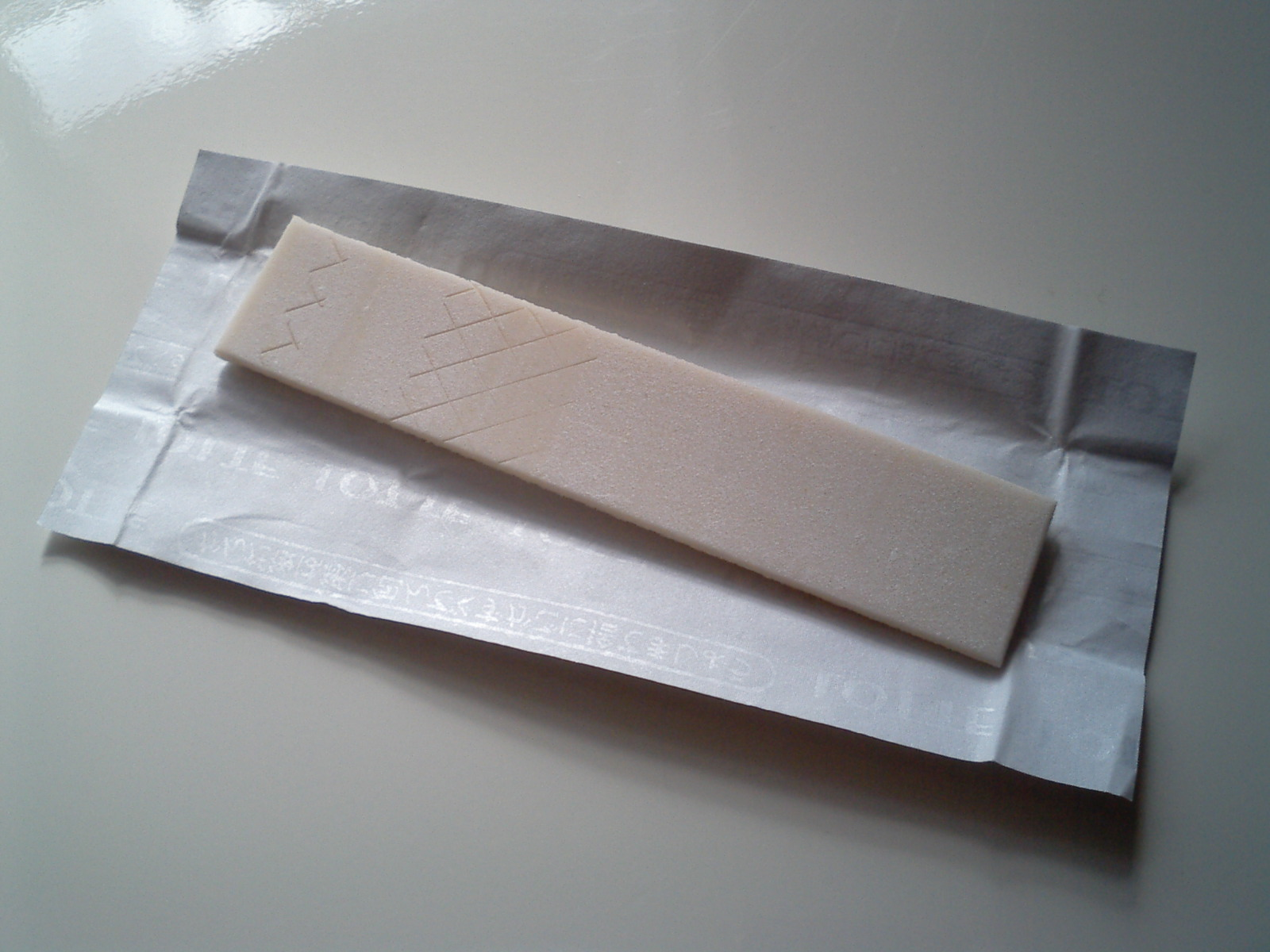
Gomme à mâcher en tablette.

La gomme de base est un produit complexe à fabriquer : les ingrédients sont dosés avec rigueur pour obtenir des gommes plus ou moins élastiques. Les ingrédients sont malaxés entre une heure et demie et deux heures dans un pétrin qui fonctionne comme celui des boulangers. Le malaxage fait chauffer la gomme. Elle atteint à la fin une température de 95 °C à 98 °C. L'élastomère utilisé (à la place du chiclé) est un copolymère isobutylène-isoprène (butyl) de qualité alimentaire.
On ajoute à cette base les arômes, les édulcorants ou le sucre ainsi que divers additifs et auxiliaires de fabrication (colorant, gélatine, émulsifiant, stabilisant, agent gélifiant, bicarbonate, cire de carnauba). Les ingrédients et la gomme de base sont mélangés dans un pétrin pendant 15 à 20 minutes. En fin de malaxage, la pâte atteint une température de 50 °C environ. On verse ensuite la pâte à mâcher à l'intérieur d'une extrudeuse. Bien pressée, elle forme alors des bandes plus ou moins épaisses. Ces bandes passent ensuite dans le laminoir et sont découpées en tablettes. Après refroidissement, les tablettes ou les noyaux de dragées sont maintenus à une température et une humidité précises pendant 6 à 48 heures. Cette phase est très contrôlée, la qualité des gommes à mâcher en dépend.
Les tablettes sont enveloppées dans un emballage en papier et aluminium pour conserver toute leur saveur. Elles sont ensuite mises en paquets. Les dragées sont d’abord recouvertes de sucre durci avant d’être emballées dans de petites boîtes en carton.

## Consommation
D'après le Livre Guinness des records 2007, les États-Unis sont le pays qui en consomme le plus, suivi de la France avec un chewing-gum par jour et par habitant en moyenne. L'INSEE mentionne les chewing-gums dans sa liste des principales quantités consommées par les ménages.

## Marché
Le groupe Mars ayant racheté en 2008 la Wm. Wrigley Jr. Company est devenu le leader du marché avec des marques comme Freedent, Airwaves, Orbit. Cadbury est le deuxième acteur mondial sur ce segment avec les marques Hollywood, Trident ou Clorets. À eux deux, ils possèdent seize des vingt marques les plus vendues et contrôlent les deux tiers du marché mondial. Entre 1998 et 2009, le marché mondial a doublé pour se situer à 23,2 milliards de dollars américains.
En 1999, le marché du chewing-gum représentait approximativement 560 000 tonnes de chewing-gum vendues pour une valeur de 5 milliards[Combien ?] de dollars, soit 374 milliards de chewing-gums vendus.

## Avantages et inconvénients

### Effets sur la santé

#### Détrompage
Selon les stomatologistes, la gomme ne colle pas aux parois du tube digestif et est ramollie par la salive puis évacuée par l'organisme.

#### Effets négatifs

##### Étouffement chez le nourrisson
La consommation de chewing-gum peut être mortelle chez l'enfant de moins de trois ans, car jusqu'à cet âge tout ce qui est avalé peut obstruer la trachée au lieu d'être conduit dans les voies digestives.

##### Dentition
Les gommes sucrées favorisent les caries.
Une consommation excessive de chewing-gum est une cause de douleurs dans l'articulation temporo-mandibulaire,,. Cet excès de mastication est aussi une source d'apparitions de rides autour de la bouche,.

##### Intestins: météorisme et effets laxatifs
Les chewing-gums sans sucre ont, en cas de consommation excessive, des effets laxatifs. Ces effets sont dus à la présence d'un édulcorant particulier, le sorbitol. Le xylitol, un autre édulcorant, produit aussi cet effet laxatif, même si dans de moindres proportions,. Le xylitol a été de plus mis en cause dans le processus d'érosion de l'émail dentaire,. La consommation de chewing-gums sans sucre peut aussi causer des ballonnements,.

##### Concentration sanguine de mercure des amalgames dentaires
La mastication de chewing-gums est déconseillée chez les personnes possédant de nombreux amalgames dentaires contenant du mercure. D'après une étude réalisée sur deux ans, les sujets possédant ce type d'amalgame avaient des concentrations cinq fois plus élevé de mercure sanguin en moyenne, et cette concentration était étroitement corrélée au nombre d'amalgames dentaires.

##### Métabolisme et appétit
Les chewing-gums à la menthe diminuent l'absorption énergétique et l'appétit pour les fruits.

#### Effets positifs

##### Cognition et humeur
Une étude expérimentale affirme que mâcher du chewing-gum à la menthe peut améliorer la mémoire en fonction du contexte.
Des études ont montré que le chewing-gum peut améliorer l'humeur de celui qui en consomme; cet effet pouvant varier suivant l'intensité de la saveur aromatique du produit,.

##### Hygiène
La salive issue de la mastication de gomme sans sucres pourrait favoriser l'hygiène dentaire en neutralisant les acides de la plaque dentaire et augmentent le calcium et les phosphates dans la bouche ce qui favorise la reminéralisation de l'émail dentaire. En ce sens, certaines gommes contiennent du fluor.
Le chewing-gum peuvent cacher la mauvaise haleine.

##### Soin
Les chewing-gums contenant de la nicotine ont prouvé leur efficacité en tant que substitut nicotinique pour réduire voire arrêter la consommation de tabac chez les fumeurs, cependant, leur usage doit être strictement conforme aux instructions données,.
L'effet du chewing-gum sur la reprise précoce du transit digestif a été démontré dans le cadre de la récupération rapide après chirurgie du côlon.
Les risques de développer une otite sont moins importants chez les enfants qui sont des consommateurs réguliers de chewing-gum,.
La consommation de chewing-gum sans sucre diminuerait la douleur ressentie chez des patients suivant un traitement orthodontique récemment posé. Certaines études affirment même que cet effet est aussi puissant que celui de l'ibuprofène,.

### Impact urbain

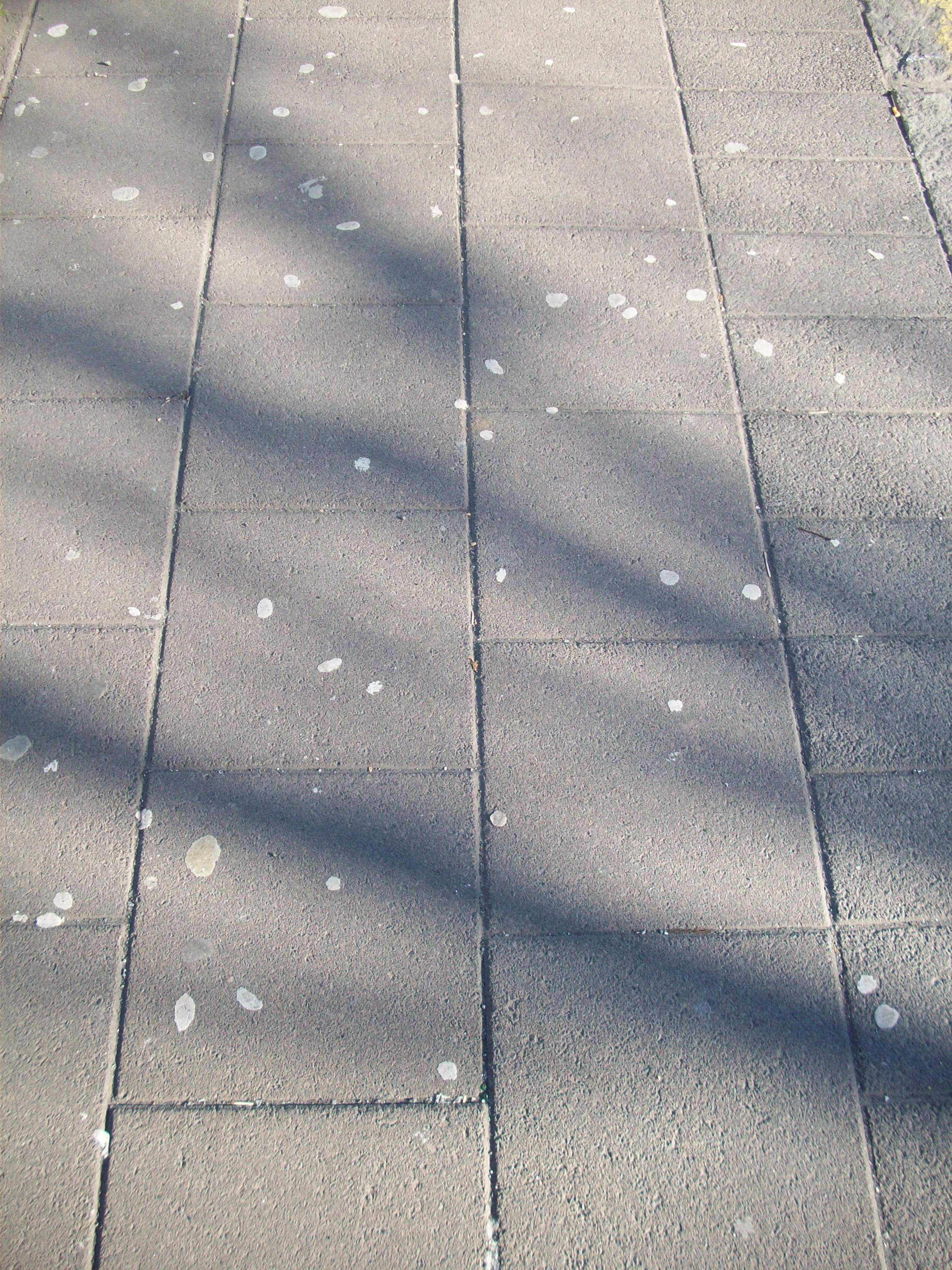
Des gommes à mâcher sur un trottoir à Reykjavik en 2008.

Les chewing-gums usagés et jetés sur la voie publique constituent une nuisance en raison de leur lente biodégradabilité de cinq ans.
Depuis 2010, des machines de nettoiement des sols spécifiques permettent de les décoller grâce à de la vapeur saturée. Au Royaume-Uni, le marché annuel du chewing-gum estimé à 400 millions d’euros nécessite un budget de 200 millions d’euros pour le nettoyage de ces déchets.
Ainsi, Singapour en interdit l'importation et la vente depuis 1992 à l'exception des chewing-gums à effets thérapeutiques.
À Seattle, le Gum Wall est une portion de mur entièrement recouverte de chewing-gum usagés, et est devenu une attraction touristique.

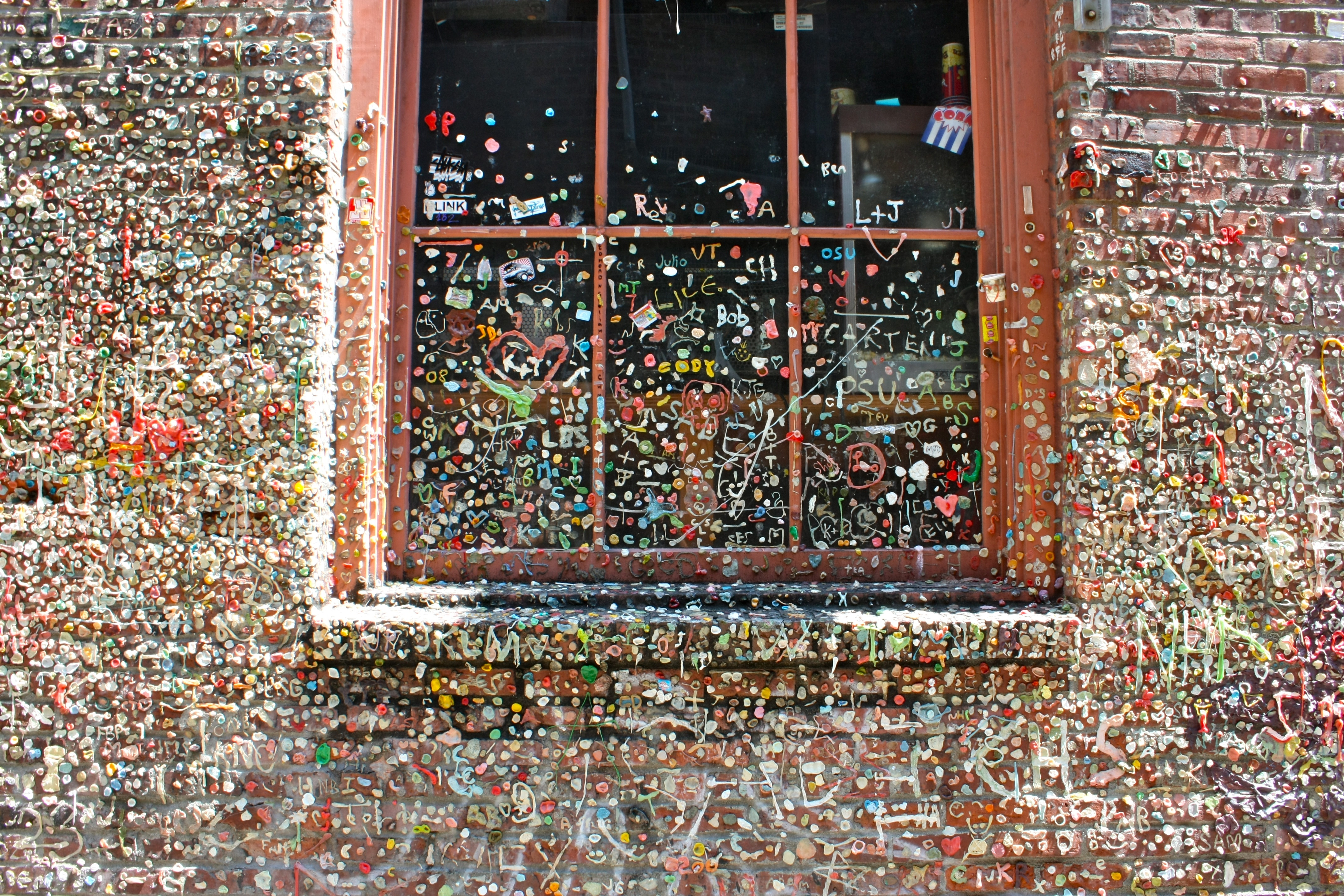
Portion du Gum Wall à Seattle.